# Neosaxitoxina
La neosaxitoxina (NSTX) está incluida, como otros análogos de la saxitoxina, en un amplio grupo de alcaloides neurotóxicos, denominados generalmente como “Toxinas o Venenos Paralizantes de los Mariscos” (TPM o VPM). El compuesto mejor conocido de este grupo, la saxitoxina (STX), es una perhidropurina tricíclica, que permite varias substituciones químicas, con lo que se originan más de treinta compuestos relacionados o análogos. Todos esos compuestos son derivados del tipo imidazolina guanidina.

## Origen
La NSTX, y las demás neurotoxinas relacionadas, son producidas por varias especies de dinoflagelados marinos (eucariotas) y cianobacterias de agua dulce (procariotas), que -bajo ciertas condiciones- forman extensas floraciones algales alrededor del mundo. Dependiendo de las condiones del entorno, durante algunas floraciones algales nocivas o peligrosas (que reciben el nombre genérico de “Marea Roja”, por el aspecto de los primeros casos que fueron reportados), se pueden sintetizar enormes cantidades de neurotoxinas, que son acumuladas en bivalvos como los mejillones, almejas y ostras, cuya ingesta puede afectar a los animales que exceden las concentraciones plasmáticas seguras (incluyendo seres humanos), como ocurre en el “Envenenamiento por Toxinas Paralizantes de Mariscos” (ETPM).
La STX y sus derivados que se asocian a ETPM pueden dividirse en cuatro categorías:
- i) Carbamato: STX, NSTX y gonyautoxinas (GNTX1-4).
- ii) N-sulfocarbamoil: GNTX5-6, C1-4.
- iii) Decarbamoil o dc-VPM: dcSTX, dcneoSTX, dcGNTX1-4.
- iv) Compuestos de desoxidecarbamoil o do-VPM: doSTX, doNSTX y doGNTX1.

## Estructura y propiedades
A pesar de su origen biológico, la NSTX es una molécula química muy bien definida:
Fórmula molecular:
- C10-H17-N7-O5

Peso molecular:
- 315.288

Descriptores estructurales:
- IUPAC International Chemical Identifier (InChI)
  - InChI=1S/C10H17N7O5/c11-6-14-5-4(3-22-8(13)18)17(21)7(12)16-2-1-9(19,20)10(5,16)15-6/h4-5,12,19-21H,1-3H2,(H2,13,18)(H3,11,14,15)/t4-,5-,10-/m0/s1
- Simplified Molecular Input Line Entry System (SMILES)
  - C1(N)=N[C@@H]2[C@@]3(C(CCN3C(N([C@H]2COC(N)=O)O)=N)(O)O)N1

Nombre sistemático:
- 1H,10H-Pirrolo(1,2-c)purina-10,10-diol, 2-amino-4-(((aminocarbonil)oxi)metil)-3a,4,5,6,8,9-hexahidro-5-hidroxi-6-imino-,(3aS,4R,10aS)-
- 1H,10H-Pirrolo(1,2-c)purina-10,10-diol, 2-amino-4-((aminocarbonil)oxi)methil-3a,4,5,6,8,9-hexahidro-5-hidroxi-6-imino-,(3aS,4R,10aS)-
- 1H,10H-Pirrolo(1,2-c)purine-10,10-diol, 2-amino-4-((aminocarbonil)oxi)metil-3a,4,5,6,8,9-hexahidro-5-hidroxi-6-imino-,(3aS-(3aalfa,4alfa,10aR*))-

La NSTX es muy similar a las STX, como todas las toxinas asociadas al ETPM, la única diferencia es que la NSTX tiene un grupo hidroxilo unido al nitrógeno ubicado en la posición “1”, donde la STX tiene solo un hidrógeno (ese grupo hidroxilo está encerrado en un círculo rojo en la imagen adjunta).
La NSTX es una purina altamente hidrofílica y termoestable, que no se destruye con la cocción de los alimentos. Además, es muy resistente a las condiciones habituales de almacenamiento, especialmente en medios ácidos, aunque se oxida rápidamente en medios alcalinos.

## Mecanismo de acción
La NSTX bloquea la porción extracelular, el vestíbulo exterior, de algunos CSVD de una manera muy potente y reversible, sin afectar otros canales iónicos, hasta donde ha sido demostrado.
Los canales de sodio “voltaje dependientes”, o “voltaje sensibles” o “sensibles a voltaje” también son conocidos como “CSVD” o “VGSCs” o “Nav channel”, por sus siglas en inglés. Ellos son elementos cruciales en la fisiología de varias especies animales, incluyendo moscas, sanguijuelas, calamares y medusas, así como varios vertebrados, mamíferos y no mamíferos. Estas grandes proteínas de la membrana celular juegan un rol esencial en la iniciación y propagación de los potenciales de acción en neuronas, miocitos y otras células excitables.
Los CSVD constituyen la base de la excitabilidad eléctrica en animales. Ellos evolucionaron de los canales de Ca2+ y estaban presentes en los ancestros comunes de coanoflagelados y animales, aunque esas estructuras primitivas eran -probablemente- permeables a calcio y sodio. Más adelante, como muchos otros canales y receptores neuronales, los CSVD se expandieron y aparecieron en las neuronas de muchas especies. Los invertebrados presentan dos tipos de CSVD (Nav1 y Nav2), en cambio, los vertebrados presentan exclusivamente CSVD del tipo Nav1.
Los CSVD están formados por una asociación que incluye una subunidad alfa (conformada por cuatro dominios, cada uno de los cuales tiene una cadena de aminoácidos plegada en seis estructuras helicoidales) y una o más subunidades auxiliares beta. Se han descrito nueve tipos de subunidad alfa (Nav1.1 to Nav1.9), y existe un décimo isoformo relacionado (Navx), que también podría jugar un rol como canal de sodio. Se pueden definir diez tipos de canales de sodio voltaje dependientes considerando las características de las subunidades alfa (Nav1.1 a Nav1.9, y Navx).
A finales del siglo pasado se reconocían cinco sitios receptores de neurotoxinas en el canal de sodio voltaje dependiente Hoy se considera que la subunidad alfa tiene siete sitios receptores y que se reconocen seis sitios receptores de neurotoxinas En la subunidad alfa del receptor hay un séptimo sitio receptor, que puede ser activado por anestésicos locales, antiarrítmicos y aniconvulsivantes.
En resumen, hay siete sitios receptores en la subunidad alfa del CSVD, y seis de ellos interactúan con neurotoxinas:
- Sitio 1: tetrodotoxin y saxitoxinas.
- Sitio 2: activadores liposolubles del CSVD, como la veratridina.
- Sitio 3: toxina alfa de escorpión y toxina de anémona marina, con inactivación lenta del CSVD.
- Sitio 4: toxina alfa de escorpión, que afecta la activación del CSVD.
- Sitio 5: ciguatoxina y brevetoxinas poliéteres.
- Sitio 6: conotoxina delta.
- Sitio receptor de anestésicos locales: anestésicos locales, antiarrítmicos y anticonvulsivantes.

Tanto la NSTX como otros bloqueadores del sitio 1 del CSVD tienen una afinidad muy alta (una constante de disociación muy lenta) y una especificidad casi absoluta con los CSVD.
Por otro lado, la NSTX tiene un efecto marginal en los CSVD del corazón, donde exhibe 1/20 a 1/60 de la afinidad que tiene por los CSVD del músculo esquelético o el cerebro de la rata. Muchas publicaciones han demostrado la importancia de los CSVD 1.5 en el corazón humano, y dicho subtipo es resistente a saxitoxinas en general, y a NSTX en particular.
Toxinas como la NSTX y TTX tienen una muy baja afinidad por los CSVD cardíacos, por lo menos, mucho menor que por otros tejidos; por el contrario, la NSTX es extremadamente activa sobre los CSVD de los nervios, donde se comporta como si fuera –aproximadamente- un millón de veces más potente que la lidocaína.

## Efectos en los humanos
Su mecanismo de acción puede producir dos tipos de efectos muy diferentes y bien conocidos en seres humanos:

### Efecto tóxico, asociado a los niveles plasmáticos de NSTX.
Este puede ser descrito aproximadamente a partir del modelo clásico del ETPM que se puede asociar con algunas floraciones algales nocivas, y que fue conocido desde la Antigüedad como Marea Roja.
Desde luego, se debe remarcar que existen enormes diferencias entre las múltiples floraciones algales nocivas que se han estudiado tanto por la mezcla de especies contenidas en cada floración algal nociva, lo que se debe habitualmente a las condiciones ambientales en que se desarrolla cada floración; como por la cantidad y calidad de toxinas producidas en cada floración, que pueden ser moduladas por microorganismos concurrentes; y, finalmente, por las propiedades específicas de cada tipo de toxina, a manera de ejemplos se puede indicar que:
- Brevetoxinas son toxinas poliéter liposolubles, se unen al sitio 5 del CSVD (como la ciguatoxina) su efecto predominante es excitatorio, se debe a incremento del influjo de sodio, y puede ser bloqueado por TTX.[35]
- Tetrodotoxina (TTX) produce una toxicidad asociada a efectos cardiovasculares marcados e inesperados (hipotensión y bradicardia).[36] Este efecto es inesperado por la notoria resistencia a TTX de los receptores cardíacos de mamíferos, que tienen un amplio predominio de CSVD 1.5 en dicho tejido.[37] Por el contrario, tal como se podría presumir desde bases fisiológicas, la NSTX pura solo produce anormalidades cardiovasculares menores y autolimitadas durante la intoxicación experimental masiva (no hay datos de intoxicación masiva por NSTX pura en la realidad clínica).
- STX tiene dos cargas positivas, a diferencia de la TTX y de la GTX2/3 que tienen solo una. Por lo tanto, no es extraño que mutaciones de un aminoácido en el CSVD 1.2 (reemplazar una fenilalanina por una cistina cerca del filtro de selectividad del CSVD) pueden reducir su afinidad por STX a la 1/340 parte, y la de TTX a la 1/3000 parte de su valor normal.[38]
- Hay muy pocos datos de la potencia relativa de las diferentes VPM, y se necesitan con urgencia métodos de ensayo adicionales al bioensayo en animales para detectar riesgos sanitarios.[39]

A pesar de su epidemiología heterogénea y poco comprendida, el cuadro clínico del Envenenamiento Paralizante por Mariscos puede ser útil para hacer una descripción aproximada de los efectos que producen los niveles sistémicos de NSTX, reconociendo la grave limitación asociada a que cada floración algal nociva contiene una combinación casi irreproducible de diferentes neurotoxinas.
- En la situación más frecuente, los pacientes solo perciben algunas parestesias transitorias alrededor de la boca o en las extremidades.
- En casos moderados, el entumecimiento perioral puede progresar hasta abarcar la cara y el cuello del sujeto.[40]
- En casos severos, los pacientes pueden tener dificultades motoras, llegando en casos extremos a la apnea, que debe ser tratada con ventilación asistida.[41]

Habitualmente, los pacientes de casos moderados y severos eliminan las TPM por la orina durante las primeras 24 horas después de la ingestión, y se recuperan completamente tras un día de hospitalización (si reciben soporte vital oportuno y suficiente).
Cuando ocurren brotes de ETPM en locaciones remotas, donde la asistencia médica puede ser incompleta, se ha reportado una letalidad por ETPM cercana el 10% de los casos en adultos; pero, puede llegar hasta un 50% de los casos en niños menores a seis años de edad. Esa llamativa diferencia puede ser atribuida a la diferente dosis y mezcla de toxinas recibidas por los pacientes, a cierto retraso en el diagnóstico o tratamiento del cuadro en niños, o a una especial susceptibilidad de los niños, que podría ser asociada a cuadros más rápidos o difíciles de tratar. Información más reciente sugiere que la letalidad puede llegar solo al 1% en pacientes sintomáticos, incluyendo casos en que fue necesario hacer transporte aéreo de pacientes desde locaciones remotas en Alaska.
Estudios electrofisiológicos de pacientes que han desarrollado ETPM severos han demostrado anormalidades subclínicas que han persistido algunos días o semanas después de la recuperación clínica completa.
Hay evidencia sugerente de que existen vías de metabolización para las TPM en humanos, incluyendo una detoxificación inicial con oxidación y glucuronización, seguida de la excreción, predominantemente renal.
El análisis forense de casos fatales en humanos permite concluir que las TPM son transformadas por metabolización antes de ser excretadas en la orina y las heces, como cualquier otro compuesto xenobiótico.
Considerando la naturaleza heterogénea de las mezclas de toxinas contenidas en los moluscos contaminados por las diferentes floraciones algales nocivas, el límite seguro para ingesta humana ha sido expresado convencionalmente en “equivalentes de saxitoxina”. De acuerdo a la FAO (Food and Agriculture Organization of the United Nations) y al Parlamento Europeo (European Parliament) el límite seguro para el consumo humano de mariscos es 80 microgramos de “equivalentes de saxitoxina” cada 100 gramos de carne de moluscos bivalvos (cada mejillón suele pesar alrededor de 23 gramos).
Es muy interesante observar que la FDA extiende la definición del límite seguro a la calidad de la carne de pescado, entendiendo carne de pescado como peces de aleta, crustáceos, todos los moluscos, otras formas de vida acuática, exceptuando aves y mamíferos. Además, ese organismo federal incorporó el concepto de "ppm" para definir la concentración de equivalentes de STX aptos para consumo humano.
Paradójicamente, no existen estudios sobre la exposición crónica y/o repetida a toxinas marinas, que es un cuadro muchísimo más frecuente que las floraciones algales nocivas. Una investigación sobre exposición a NSTX en ratas todos los días durante 12 semanas, demostró que solo se produjo alguna reducción en la ingesta de agua y alimentos y un grado leve y completamente reversible de colestasia en aquellas que recibieron dosis altas de la droga, probablemente relacionado con ese mismo ayuno.

### Efecto anestésico, producido por la infiltración local de NSTX.
Este efecto ha sido demostrado en animales y humanos.
El uso médico de la NSTX como anestésico local es muy promisorio, y está fundado en tres razones básicas:
1.- Duración del efecto anestésico local de la NSTX:
- Los anestésicos locales actuales producen, como máximo, un efecto clínico que puede durar hasta seis o doce horas desde la inyección.[61] Por lo tanto, en casos de dolor severo o prolongado, muchos pacientes requieren medidas adicionales para mantener una analgesia suficiente, por ejemplo se pueden requerir analgésicos sistémicos (incluyendo opiáceos), inyecciones repetidas por nuevas punciones, infiltraciones de anestésicos locales por catéteres subcutáneos, bombas de inyección automática o gatillada por el paciente, etc[62][63] con lo que aparecen diferentes clases de efectos adversos, complicaciones, costos y riesgos.[64]
- Por otro lado, la infiltración local de NSTX produce una analgesia muy prolongada, muy por encima de los anestésicos locales tradicionales. Algunos investigadores demostraron efecto anestésico superior a una semana en ciático de ratones, usando una formulación lipídica de liberación sostenida, denominada “liposomas”, sin producir secuelas histológicas ni fisiológicas.[65]
- Adicionalmente, un reporte en humanos demostró una fuerte potenciación entre el efecto anestésico de NSTX, bupivacaina y epinefrina.[66]

2.- Seguridad local de la infiltración con NSTX:
- Todos los anestésicos locales tradicionales han sido asociados con daño tisular en diferentes modelos de estudio.[67][68][69][70][71] Este efecto indeseado parece ser potenciado por el uso crónico y las formulaciones de liberación sostenida.[72]
- Por el contrario, varias investigaciones han demostrado la seguridad local de las neurotoxinas asociadas al EPM, incluyendo modelos tisulares extraordinariamente sensibles, como la córnea, y no hay datos que permitan sospechar una excepción en el caso de la NSTX.[73][74][75][76]

3.- Seguridad sistémica de la intoxicación por NSTX:
- A pesar de los notables avances en el uso de anestésicos locales tradicionales, incluyendo las inyecciones guiadas por ultrasonido, la intoxicación aguda por anestésicos locales sigue siendo un problema clínico muy grave, que puede tener resultados devastadores, a pesar de intentos de reanimación muy enérgicos. Una parte de la gravedad del cuadro se debe a los efectos neurológicos y cardiovasculares de esas drogas, que son ampliamente conocidos hace años.[77][78]

- Por otro lado, tanto la experiencia acumulada en intoxicaciones accidentales extrahospitalarias, como la evidencia de modelos animales en laboratorio, han demostrado la relativa seguridad de la intoxicación por NSXT (cuando las maniobras de soporte vital se aplican oportuna y apropiadamente).[79]
- Investigaciones recientes en ovejas han demostrado que el límite seguro para inyección intravenosa, está alrededor de 1 microgramo/kilogramo de peso, y que el mecanismo potencial de daño es el bloqueo motor, con riesgo de apnea transitoria, que se recupera completamente tras un breve período de ventilación mecánica.[80]
- Desde el punto de vista sistémico, también cabe destacar que, si bien la NSTX atraviesa la barerra hematoencefálica,[81] no se ha demostrado que induzca actividad convulsiva, probablemente por la extraordinaria especificidad de su acción en los CSVD. Esta diferencia puede marcar una enorme diferencia con respecto a la intoxicación por anestésicos locales tradicionales, en que se suelen producir convulsiones que dificultan la reanimación y empeoran el pronóstico del paciente intoxicado.[82]
- Como se puede predecir fácilmente por el perfil de su actividad en los CSVD, que es marcadamente selectiva,[83] la intoxicación por NSXT está prácticamente libre de arritmias, a diferencia de los anestésicos locales tradicionales, que suelen producir arritmias de distinta severidad (incluyendo algunas extraordinariamente malignas y refractarias a tratamiento). Esa característica establece otra enorme diferencia con respecto a las condiciones de reanimación y pronóstico de los pacientes afectados por una intoxicación.[84]

En conclusión, la NSTX es una molécula bien definida que ha mantenido una relación muy antigua y, a veces, peligrosa con la humanidad. Investigaciones recientes sugieren que existe una poderosa aplicación de esta molécula como un nuevo anestésico local, extraordinariamente útil (por su duración, su efecto en medios ácidos e inocuidad local) y seguro (por la especificidad de su efecto, y por la necesidad de recursos muy básicos para reanimar intoxicaciones accidentales).
Eso suena “demasiado bueno para ser cierto”, por lo que se requiere más investigación sobre esta materia.